# Fernando Matoso dos Santos
Fernando Matoso dos Santos  (Campo Maior, 1849 - Lisboa,  22 de abril de 1921) fue un académico y político portugués, que se desempeñó como Ministro de Negocios de Hacienda del Reino de Portugal, entre el 30 de noviembre de 1900 y el 28 de febrero de 1903. Así mismo, fue, de manera interina, Ministro de Relaciones Exteriores de julio de 1901 a febrero de 1903.

## Biografía

### Carrera académica
Fernando Matoso dos Santos se licenció en Filosofía y Medicina en la Universidad de Coímbra en 1874. Mientras trabajaba como médico en Golegã, decidió postularse para la Escuela Politécnica en la disciplinas de Zoología y Anatomía Comparada, siendo el primer clasificado. Esto le dio la oportunidad de enseñar esa disciplina en ese instituto en 1880.

### Carrera política
Matoso dos Santos se afilió al Partido Progresista y fue concejal de la Cámara Municipal de Lisboa. A partir de este cargo, comenzó a desarrollar su carrera política. En 1887 fue elegido diputado por Golegã, seguido de Cartaxo, Covillana, Horta y Abrantes. Gracias al círculo de Aveiro, se convirtió en Par do Reino.
Entre el 30 de noviembre de 1901 y el 28 de febrero de 1903 se desempeñó como Ministro de Hacienda, y, desde el 1 de julio de 1901 hasta el 28 de febrero de 1903, de Relaciones Exteriores.

### Carrera profesional
Fue Inspector del Servicio Técnico de Aduanas y miembro del Consejo General de Aduanas y de la Comisión de Aranceles de Ultramar.
El 21 de julio de 1891, luego de ser nombrado Enviado Extraordinario y Ministro Plenipotenciario de Portugal por el Rey Carlos I, fue enviado a Brasil con el fin de negociar la firma del Tratado de Comercio y Navegación entre Portugal y Brasil, con el presidente Floriano Peixoto. Viaja a Río de Janeiro el 23 de julio y el 14 de enero de 1892 firma con el ministro Plenipotenciario de Brasil, João Pereira de Andrade, un tratado de Comercio y Navegación que nunca fue ratificado .
Una colaboración de su autoría se puede encontrar en las revista Brasil-Portugal  (1899-1914).